# 姫松村
姫松村（ひめまつむら）は、昭和30年（1955年）まで宮城県栗原郡中部にあった村。現在の栗原市栗駒泉沢・栗駒芋埣・栗駒嶺崎・栗駒渡丸・栗駒片子沢および一迫のうち狐沢・北沢・片子沢を冠する各字にあたる。

## 沿革
- 明治8年（1875年）10月17日 - 水沢県による村落統合にともない、泉沢村・芋埣村・嶺崎村・渡丸村が合併して宝来村が、狐沢村と真坂村の一部（端郷北沢村）が合併して王沢村が、それぞれ成立。
- 明治22年（1889年）4月1日 - 町村制施行にともない、宝来村・王沢村・片子沢村の計3か村が合併し、姫松村が発足。
- 昭和30年（1955年）4月1日 - 旧宝来・片子沢村域（14.5平方km、2,485人）が岩ヶ崎町・尾松村・栗駒村・鳥矢崎村・文字村と合併して栗駒町になり、旧王沢村域（15.01平方km、1,980人）が一迫町・金田村・長崎村と合併して新制の一迫町となる。

## 行政
- 歴代村長

| 代 | 氏名         | 就任                      | 退任                      | 備考 |
| -- | ------------ | ------------------------- | ------------------------- | ---- |
| 1  | 平田篤之助   | 明治22年（1889年）5月15日 | 明治26年（1893年）5月14日 |      |
| 2  | 小山専右ェ門 | 明治26年（1893年）5月19日 | 明治30年（1897年）5月18日 |      |
| 3  | 菊池栄十郎   | 明治30年（1897年）5月28日 | 明治31年（1898年）11月1日 |      |
| 4  | 菅原富寿     | 明治32年（1899年）6月21日 | 明治32年（1899年）6月26日 |      |
| 5  | 木村琢平     | 明治32年（1899年）7月5日  | 明治37年（1904年）6月7日  |      |
| 6  | 秋山敏雄     | 明治37年（1904年）7月22日 | 明治40年（1907年）6月18日 |      |
| 7  | 佐藤徳右ェ門 | 明治40年（1907年）7月15日 | 明治41年（1908年）4月29日 |      |
| 8  | 菊地甚右衛門 | 明治41年（1908年）7月24日 | 明治44年（1911年）7月23日 |      |
| 9  | 菊地忠吉     | 明治44年（1911年）9月5日  | 大正6年（1917年）8月31日  |      |
| 10 | 斎藤泰郷     | 大正6年（1917年）12月26日 | 大正15年（1926年）2月14日 |      |
| 11 | 佐藤義助     | 大正15年（1926年）4月22日 | 昭和2年（1927年）10月24日 |      |
| 12 | 菅原富寿     | 昭和2年（1927年）12月10日 | 昭和7年（1932年）12月7日  | 再任 |
| 13 | 菅原金蔵     | 昭和8年（1933年）2月5日   | 昭和11年（1936年）4月20日 |      |
| 14 | 秋山仁平     | 昭和11年（1936年）4月27日 | 昭和15年（1940年）4月26日 |      |
| 15 | 斎藤泰郷     | 昭和15年（1940年）5月1日  | 昭和21年（1946年）1月31日 | 再任 |
| 16 | 斎藤敬二郎   | 昭和22年（1947年）4月15日 | 昭和30年（1955年）3月31日 |      |

## 人物
- 後藤房之助 - 八甲田雪中行軍遭難事件での生存者。当村出身で、のちに村会議員も務めた。